# Cantone di Tréguier
Il Cantone di Tréguier è una divisione amministrativa dell'Arrondissement di Lannion.
A seguito della riforma approvata con decreto del 13 febbraio 2014, che ha avuto attuazione dopo le elezioni dipartimentali del 2015, è passato da 10 a 22 comuni.

## Composizione
I 10 comuni facenti parte prima della riforma del 2014 erano:
- Camlez
- Coatréven
- Langoat
- Lanmérin
- Minihy-Tréguier
- Penvénan
- Plougrescant
- Plouguiel
- Tréguier
- Trézény

Dal 2015 i comuni appartenenti al cantone sono i seguenti 22:
- Camlez
- Coatréven
- Hengoat
- Kerbors
- Langoat
- Lanmérin
- Lanmodez
- Lézardrieux
- Minihy-Tréguier
- Penvénan
- Pleubian
- Pleudaniel
- Pleumeur-Gautier
- Plougrescant
- Plouguiel
- Pommerit-Jaudy
- Pouldouran
- La Roche-Derrien
- Trédarzec
- Tréguier
- Trézény
- Troguéry